# يانغي باغ
يانغي باغ هي بلدة في مقاطعة ده نو في ولاية صرخنداريا في أوزبكستان.